# Joker Out
Joker Out – słoweński zespół muzyczny. W skład zespołu wchodzą: Bojan Cvjetićanin, Jure Maček, Kris Guštin, Jan Peteh i Nace Jordan. Reprezentanci Słowenii w 67. Konkursie Piosenki Eurowizji (2023).

## Historia

### 2016–2022: Początki,Umazane MisliiDemoni
Od Zespół powstał w 2016 roku po rozpadzie innego zespołu Apokalipsa w którego skład wchodzili: Bojan Cvjetićanin, Martin Jurkovič, Matic Kovačič i Luka Škerlep. Potem Cvjetićanin, Jurkovič i Kovačič postanowili wraz z członkami duetu Bouržuazija – Krisem Guštinem i Janem Petehem stworzyć zespół o nazwie Joker Out. W listopadzie tego samego roku zespół wydał swój pierwszy singiel "Kot srce, ki kri poganja", do którego nagrali również swój pierwszy teledysk, a rok później, także w listopadzie, wydali drugą piosenkę "Omamljeno telo". Grupa zadebiutowała na Festiwalu na gaju w 2016 roku. 
Po wydaniu "Omamljeno telo", we wrześniu 2019 roku ukazał się singiel "Gola". 2 listopada 2019 odbył się pierwszy, w pełni niezależny koncert Joker Out w Lublanie. Po "Gola" ukazały się kolejno single "Vem, da greš" (marzec 2020), "Umazane Misli" (październik 2020) i "A sem ti povedal" (lipiec 2021). Pomiędzy wydaniem singli "Umazane misli" a "A sem ti povedal" w 2020 roku do zespołu dołączył Jure Maček, zastępując perkusistę Matica Kovačiča.
W październiku 2021 wydali debiutancki album Umazane misli, który był promowany na ich koncertach oraz transmitowany w telewizji RTV SLO. Album miał zostać wydany w kwietniu, ale jego wydanie zostało wielokrotnie przekładane w związku z pandemią COVID-19.
Drugi album Demoni ukazał się w sierpniu 2022. W tym samym roku odejście z zespołu ogłosił basista Martin Jurkovič z powodu ukończenia studiów za granicą, wówczas zastąpił go Nace Jordan. 

### od 2023: udział w Konkursie Piosenki Eurowizji
8 grudnia 2022 roku słoweński nadawca Radiotelevizija Slovenija (RTVSLO) ujawnił, że wewnętrznie wybrał zespół do reprezentowania Słowenii w 67. Konkursie Piosenki Eurowizji w Liverpoolu. Podczas nagrań piosenki na Eurowizję w studiu w Hamburgu zespół zaznaczył, że zależy im na utrzymaniu całokształtu piosenki w języku słoweńskim słowami: "chcemy przetłumaczyć język słoweński na uniwersalny język tańca i rozrywki, który zrozumieją wszystkie kraje świata". W styczniu 2023 grupa nagrała swój teledysk w hotelu Grand Hotel Union w Lublanie.
11 maja 2023 wystąpili jako 10 w kolejności w drugim półfinale konkursu i z piątego miejsca zakwalifikowali się do finału, który został rozegrany 13 maja. Zajęli w nim 21. miejsce po zdobyciu 78 punktów, w tym 45 pkt od telewidzów (16. miejsce) i 33 pkt od jurorów (19. miejsce).

## Członkowie

### Obecni członkowie
- Bojan Cvjetićanin (ur. 6 stycznia 1999) – wokal przewodni (2016–obecnie)
- Kris Guštin (ur. 16 stycznia 2000)  – gitara, wokale wspierające (2016–obecnie)
- Jan Peteh (ur. 1 stycznia 1999) –- gitara, wokale wspierające (2016–obecnie)
- Jure Maček (ur. 25 maja 1996) – perkusja (2021–obecnie)
- Nace Jordan (ur. 30 czerwca 1994) – gitara basowa, wokale wspierające (2022–obecnie)

### Byli członkowie
- Matic Kovačič – perkusja (2016–2021)
- Martin Jurkovič – gitara basowa (2016–2022)

## Dyskografia

### Albumy
| Rok  | Tytuł         |
| ---- | ------------- |
| 2021 | Umazane misli |
| 2022 | Demoni        |
| 2024 | Souvenir Pop  |

### Single
| Rok  | Tytuł                         | Album         |
| ---- | ----------------------------- | ------------- |
| 2017 | „Omamljeno telo”              | Umazane misli |
| 2019 | „Gola”                        | Umazane misli |
| 2020 | „Vem da greš”                 | Umazane misli |
| 2020 | „Umazane misli”               | Umazane misli |
| 2021 | „A sem ti povedal”            | Umazane misli |
| 2022 | „Katrina”                     | Demoni        |
| 2023 | „Carpe Diem”                  | Souvenir Pop  |
| 2023 | „New Wave” (z Elvis Costello) | –             |
| 2023 | „Sunny Side of London”        | –             |
| 2024 | „Everybody's Waiting”         | Souvenir Pop  |
| 2024 | „Šta Bih Ja”                  | Souvenir Pop  |
| 2024 | „Bluza”                       | Souvenir Pop  |